# 9071 Coudenberghe
9071 Coudenberghe este un asteroid din centura principală de asteroizi.

## Descriere
9071 Coudenberghe este un asteroid din centura principală de asteroizi. A fost descoperit pe 19 iulie 1993 la Observatorul La Silla de Eric Walter Elst. El prezintă o orbită caracterizată de o semiaxă mare de 2,94 ua, o excentricitate de 0,10 și o înclinație de 2,2° în raport cu ecliptica.